# Niccolò Giani
Niccolò Giani (Muggia, 20 giugno 1909 – Mali Scindeli, 14 marzo 1941) è stato un giornalista e filosofo italiano, direttore della Scuola di mistica fascista Sandro Italico Mussolini e medaglia d'oro al valor militare.
Fondò la corrente di pensiero nota come "Mistica fascista". Partì come volontario di guerra e morì sul fronte greco-albanese.

## Biografia
Dopo aver frequentato il Liceo ginnasio Dante Alighieri di Trieste si trasferì a Milano, dove nel 1928 si iscrisse alla facoltà di Giurisprudenza di Milano e quindi ai Gruppi Universitari Fascisti (GUF) laureandosi nel 1931.

### Direttore della Scuola di mistica fascista
Il 4 aprile 1930 Giani anticipò l'imminente apertura della scuola sul foglio dei GUF "Libro e moschetto" della Scuola di Mistica Fascista Sandro Italico Mussolini che fu fondata infatti nella stessa primavera nel capoluogo lombardo con Arnaldo Mussolini. Nel 1931 Giani ne divenne direttore, carica che lasciò alla fine dell'anno seguente dopo aver scritto il suo ampio discorso da tenersi a Roma tra il 9 e il 15 ottobre 1932 in occasione della XXI riunione della Società Italiana per il Progresso delle Scienze (SIPS) che coincideva anche con il decennale della Marcia su Roma in cui enunciò i principi della nuova scuola.
Su impulso di Giani si cominciò inoltre a pubblicare i Quaderni della scuola di mistica.

### Le dimissioni
Poche settimane dopo la riunione presso la SIPS si dimise da direttore, con una lettera inviata a Mussolini, per contrasti interni con il segretario politico dei GUF. Nella lettera inviata a Mussolini Giani imputò le dimissioni al mancato trasferimento della Scuola nella vecchia sede de Il Popolo d'Italia chiamato anche "Il covo" La richiesta di entrare in possesso de "Il Covo" puntava ad ottenere il possesso di uno degli ambienti più importanti dell'immaginario fascista.
Giani continuò quindi a collaborare con diversi quotidiani come "Il Popolo d'Italia" e "Gerarchia". Nel 1934, il saggio "Lineamenti sull'ordinamento sociale dello Stato" gli fece ottenere la libera docenza in Diritto del lavoro e previdenza sociale e quindi la cattedra di Storia e dottrina del fascismo all'Università di Pavia ma nel 1935, dopo essersi sposato con Maria Rosa Sampietro, partì volontario per la guerra d'Etiopia arruolandosi col grado di capomanipolo della Milizia Volontaria per la Sicurezza Nazionale nel CXXVIII Battaglione Camicie Nere "Vercelli".

### Il ritorno alla guida della scuola

Rientrato in Italia dall'Etiopia Giani riassunse la guida della scuola, qui in occasione della chiusura dell'anno scolastico 1937 nell'aula della casa del Fascio di Milano (Giani sulla destra)

Rientrato in Italia dall'Etiopia, verso la fine del 1936 Giani riassunse la carica di direttore della "Scuola di Mistica Fascista" lanciando due importanti iniziative, rilanciò la pubblicazione della serie di "Quaderni" che affrontavano differenti problematiche e a partire dal 1937 e sempre per sua iniziativa fu creata nell'ambito della scuola la rivista mensile, Dottrina fascista che divenne l'organo ufficiale della Scuola di mistica fascista, in cui pubblicò nel 1939 il "Decalogo dell'italiano nuovo", tratto dagli scritti e discorsi di Arnaldo Mussolini.
Si dedicò inoltre al giornalismo diventando direttore a Varese del quotidiano "Cronaca prealpina" e collaborando a diverse testate, tra cui Tempo di Mussolini (Direttore: Alfredo Acito). Dalle pagine del quotidiano "Cronaca prealpina" prese parte, nel 1939, alla campagna anti-ebraica fondata sui propri convincimenti di "razzismo spirituale", complementare al "razzismo biologico" nazista, che lo avevano portato in passato a firmare, nel 1938, il Manifesto della razza in appoggio alle leggi razziali fasciste e a pubblicare nel 1939 l'articolo Perché siamo antisemiti. La Cronaca prealpina dopo la nomina di Giani a direttore arrivo nel 1940 a quadruplicare la tiratura.

L'incontro a Roma del 1939 con Mussolini in cui si decise la cessione del "Covo" ai "mistici" della Scuola

Nel 1939, su impulso di Giani, con una cerimonia presieduta dal segretario del PNF Achille Starace, la sede ufficiale della Scuola di Mistica si spostò nel medesimo edificio che ospitò ai suoi primordi il giornale Il Popolo d'Italia, chiamato "il Covo". Il "Covo" negli anni era stato trasformato in un museo permanente della Rivoluzione fascista e a partire dal 15 novembre 1939 l'intera palazzina era stata proclamata "monumento nazionale" con tanto di "guardia d'onore" svolta da squadristi e combattenti. Il 20 novembre, per esplicita decisione di Mussolini, fu ufficialmente consegnata ai giovani mistici della scuola. L'evento fu vissuto come un'autentica consacrazione dei giovani insegnanti riuniti intorno a Giani. In realtà la consegna era già stata disposta il 18 ottobre 1939, come risulta da un foglio d'ordini del PNF e in quell'occasione il consiglio direttivo era stato ricevuto a Roma da Mussolini. Mussolini li aveva spronati a continuare nella loro attività.
Tra il 19 e il 20 febbraio 1940 a Milano, in occasione del decennale dalla fondazione della scuola, organizzò il "Convegno nazionale di mistica fascista" che nelle sue intenzioni avrebbe dovuto essere il primo della serie. Obiettivo che sfumò a causa dell'entrata in guerra. L'incontro vide oltre 500 partecipanti ed ebbe l'adesione della maggior parte degli intellettuali italiani dell'epoca, compresi rettori e docenti universitari.

### La partenza per il fronte
Nel 1940, come gran parte dei "mistici", partecipò nuovamente come volontario alla seconda guerra mondiale, conflitto nel quale vedeva il presagio di una rivoluzione in vista di una nuova era.
Inquadrato nell'11º reggimento alpini prese parte alla battaglia delle Alpi Occidentali contro la Francia e venendo decorato con la medaglia d’argento al valor militare per un'azione compiuta il 24 giugno 1940. Terminata la campagna di Francia in seguito all'armistizio Giani tornò alla vita civile ma incominciata nel frattempo la guerra in nord Africa richiese più volte di partire volontario senza ottenere soddisfazione. Alla fine ottenne di partire il 9 novembre 1940 come corrispondente di guerra de Il Popolo d'Italia, della Cronaca prealpina e de L'Illustrazione Italiana presso i reparti della Regia aeronautica. Per quest'ultima realizzò anche diversi servizi fotografici. All'attività di giornalista affiancò anche quella di militare prendendo parte ad alcune azioni e ottenendo una medaglia di bronzo al valor militare. Il 28 dicembre 1940 fu richiamato in Italia dove riassunse la guida de "La cronaca prealpina" quotidiano di Varese.

Punta nord Mali Scindeli, foto ripresa nel 1942 durante le ricerche della tomba di Giani

### La morte in combattimento
A febbraio nuovamente incorporato nell'11º reggimento alpini ripartì infine come volontario per la campagna di Grecia, dove cadde sul fronte greco-albanese il 14 marzo 1941 nella battaglia per la conquista della Punta Nord del Mali Scindeli. Giani si offrì volontario per una pericolosa missione che prevedeva la conquista di una munita postazione greca. L'attacco ebbe inizialmente successo con la conquista della posizione ma riorganizzatisi i greci condussero un contrattacco guidati dall'ufficiale greco Giovanni Fouskakis che riconquistò le posizioni perdute. Nello scontro cadde Giani. Il periodico L'Illustrazione Italiana scrisse, senza riportare dove o come avrebbe potuto registrare tali parole, che l'ufficiale greco che lo aveva colpito a morte avrebbe raccontato che nello scontro Giani gli si era parato davanti "come un dio o un demone".
Il corpo di Giani andò disperso e gli altri assaltatori che avevano preso parte all'attacco dovettero ritirarsi rapidamente incalzati dai soldati greci. Fu pochi giorni dopo incaricato delle ricerche il sottotenente Angelo Carati che era anche vice-direttore della Scuola di mistica ma le sue ricerche a causa della perdurante situazione di guerra furono nulle, e riuscì solo ad individuare il luogo in cui Giani era caduto.
Un anno dopo Maria Sampietro, moglie di Giani, fu convocata a Roma per ricevere la medaglia d'oro al valor militare alla memoria del marito. In quell'occasione, richiesta un'udienza al Duce, chiese che potessero partire per l'Albania il cognato Guido Giani e il fratello Aldo Sampietro. Questi ultimi, aiutati dall'ufficiale greco Giovanni Fouskakis che aveva guidato la pattuglia greca che si era scontrata con Giani sul Mali Scindeli, il 10 giugno 1942 rinvennero la salma sepolta in maniera anonima in territorio greco. Di qui la salma fu translata nel piccolo cimitero militare di Klisura.

## Pensiero politico

### "La marcia sul mondo della Civiltà Fascista"

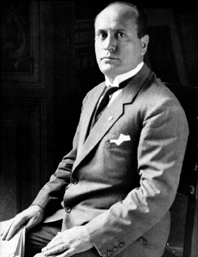
Benito Mussolini fu preso come principale punto di riferimento dalla Scuola di Mistica fascista

Giani tra il 9 e il 15 ottobre 1932 elaborò un discorso programmatico in cui enunciò i principi fondanti della Scuola e della Mistica fascista:
(Niccolò Giani in La marcia sul mondo del 9-15 ottobre 1932)
Inizialmente i principi esposti da Giani facevano parte di un discorso più ampio da tenersi a Roma in occasione della XXI riunione della Società Italiana per il Progresso delle Scienze (SIPS) che era stata fondata nel 1839. L'ampio discorso fu poi pubblicato alcuni anni dopo nella serie dei "Quaderni" voluti da Giani con il titolo "La marcia sul mondo della Civiltà Fascista".
Per Giani si imponeva al fascismo un ritorno alle origini, riallacciandosi idealmente all'esperienza delle prime squadre d'azione e degli arditi della Grande Guerra quindi, secondo Marcello Veneziani "una più radicale rivoluzione coniugata al recupero di una più integralistica tradizione".
Ma più che legati agli enunciati politici del programma di San Sepolcro i mistici di quella esperienza esaltavano soprattutto la lotta dei giovani contro la borghesia affaristica del primo dopoguerra. La mistica fascista si considerava rappresentante proprio di questo mondo giovanile ispirato dall'amore di patria e posta a guardia della rivoluzione permanente e in contrasto con gli opportunisti e i trasformisti.
Giani individuava nell'epoca contemporanea quattro principali mistiche, destinate ad apportare in un primo tempo dei benefici ma poi a fallire: liberale, democratica, socialista e comunista. 
(Niccolò Giani in La marcia sul mondo del 9-15 ottobre 1932)
A fronte di esse l'unica mistica in grado di superare tali crisi era quella fascista – come sviluppato nel capitolo intitolato "La marcia ideale" – la cui conoscenza e diffusione presso le masse era compito delle élite intellettuali..

## Opere
- La via della gloria, anni 20
- La marcia sul mondo della Civiltà Fascista, 1932
- Lineamenti su l'ordinamento sociale dello Stato fascista, Giuffré ed. 1934
- La mistica come dottrina del fascismo, 1937
- Perché siamo antisemiti, A. Nicola, 1939
- Perché siamo mistici, 1940
- Mistica della rivoluzione fascista. Antologia di scritti, 1932-1941, Il Cinabro, 2010